# Henry F. Ortlieb Brewing Company
Die Henry F. Ortlieb Brewing Company war eine US-amerikanische Brauerei in Philadelphia. Ihre Geschichte beginnt mit der Gründung einer Vorgängerbrauerei in den 1860er-Jahren und endet mit ihrer Schließung im Jahr 1981.

## Geschichte
Nach Beendigung seines Militärdienstes zog der deutsche Emigrant Trupert Ortlieb im Jahr 1865 nach Philadelphia im US-Bundesstaat Pennsylvania und eröffnete dort den Saloon Ortlieb‘s Jazzhaus. Als sein Bierlieferant 1866 den Preis anhob, entschloss er sich, eine eigene Brauerei an der 1312 Germantown Avenue zu eröffnen, die Weiss Beer Brewery. 13 Jahre später erstand Ortlieb die Brauerei von August Koehl an der 845 North 3rd Street und benannte sie in Victor Brewery um.
Über die Folgejahre stiegen Ortliebs Söhne Henry F., Albert, Joseph T., Frederick, George und William in sein Unternehmen ein. 1894 Jahr übernahm Henry F. das Amt als Firmenpräsident. Der Jahresausstoß betrug zu dieser Zeit 2.000 Barrel. Unter Henry F. wurden die Anlagen erneuert und ausgebaut. 1899 wurde die Brauerei in Henry F. Ortlieb Brewing Company umbenannt. Um die Jahrhundertwende betrug der Jahresausstoß bereits circa 20.000–25.000 Barrel. Im Jahr 1911 verstarb der Firmengründer Trupert Ortlieb.
Die Ortlieb-Brauerei wuchs unter der Leitung von Henry F. weiterhin. Als die Prohibitionsgesetze verabschiedet wurden, betrug der Jahresausstoß bereits 40.000–50.000 Barrel. Um sich während der Prohibition wirtschaftlich über Wasser zu halten, stieg man auf die Produktion von alkoholreduziertem Leichtbier („near beer“) um. Nach Ende der Prohibition wurde der reguläre Braubetrieb wieder aufgenommen. Henry F. Ortlieb verstarb 1936. Sein Bruder Joseph T. wurde sein Nachfolger als Firmenpräsident. Die Brauerei produzierte nun circa 100.000 Barrel pro Jahr.
Während der 1940er-Jahre expandierte die Ortlieb-Brauerei erfolgreich. Mit 119 Mitarbeitern wurde ein Jahresausstoß von einer halben Million Barrel erreicht. Der Expansionserfolg wurde auch durch die Ehrung der Qualität von Ortlieb-Bier unterstützt: 1954 gewann Ortlieb-Bier die Premium Quality Medal of Leadership beim Munich International Beer Competition.
Um weiter zu wachsen, wurde begonnen, andere Brauereien zu akquirieren:
- Eagle Brewing Company (North Catasauqua, Pennsylvania): Geschlossen im Jahr 1964.
- Barbey, Inc. Brewery (1951, Reading, Pennsylvania): Umbenannt in Sunshine Brewing Company, geschlossen im Jahr 1970.
- Fuhrmann & Schmidt Brewing Company (1966, Shamokin, Pennsylvania): Geschlossen im Jahr 1975.
- Charles D. Kaier Company (1966, Mahanoy City, Pennsylvania): Geschlossen im Jahr 1968, Verlegung der Produktion von Kaier-Bier zur Fuhrmann & Schmidt Brewing Company.

Trotz dieser Anstrengungen verlor die Ortlieb-Brauerei Marktanteile. Der Jahresausstoß sank bis in die 1960er-Jahre auf circa 350.000–400.000 Barrel.
In einem Gegenzug wurde 1973 begonnen, als Kontraktbrauerei für die Blitz-Weinhard Brewing Company zu arbeiten. Im darauffolgenden Jahr erstand man die Rechte an Neuweiler Cream Ale, einem Bier der Louis F. Neuweiler’s Sons, die im Jahr 1968 geschlossen wurde. Auch die McSorley’s Ale-Marke der Rheingold Breweries wurde erstanden.
1977 übernahm Joseph W. Ortlieb die Ortlieb-Brauerei. Die Brauanlagen wurden erneuert und erweitert. Es zeigte sich jedoch, dass die Ortlieb-Brauerei nicht mit den landesweit agierenden Brauereien wie Pabst und Miller konkurrieren konnte. Die Jahresproduktion betrug 1977 331.000 Barrel und nahm über die Jahre weiter ab: 280.000 im Jahr 1979 und 250.000 im Jahr 1980. Der Vertrag mit der Blitz-Weinhard-Brauerei wurde 1980 beendet.
Im Jahr 1980 sah es zunächst so aus, als würde die Ortlieb-Brauerei von der Coors Brewing Company aufgekauft werden. Schlussendlich wurde sie jedoch am 1. März 1981 von Christian Schmidt Brewing Company gekauft. Die Brauerei wurde daraufhin geschlossen und ihre Anlagen sowie die zu dieser Zeit noch produzierten sechs Ortlieb-Marken an die Schmidt-Brauerei übertragen. Zum Zeitpunkt ihrer Schließung beschäftigte die Ortlieb-Brauerei circa 80 Mitarbeiter.
Der Großteil der Ortlieb-Brauerei wurde 2002 abgerissen. Teile des alten Brauereikomplexes können jedoch noch an der North 3rd Street und der North American Street gesehen werden – es bestehen jedoch Pläne, diese entweder abzureißen oder umzubauen.